# Streblocerus pygmaeus
Streblocerus pygmaeus är en kräftdjursart som beskrevs av Georg Ossian Sars 1901. Streblocerus pygmaeus ingår i släktet Streblocerus och familjen Macrothricidae. Inga underarter finns listade i Catalogue of Life.